# Férfi 5000 méteres rövidpályásgyorskorcsolya-váltó a 2010. évi téli olimpiai játékokon
A 2010. évi téli olimpiai játékokon a rövidpályás gyorskorcsolya férfi 5000 méteres váltó versenyszámának elődöntőit február 17-én, a döntőt február 26-án rendezték a Pacific Coliseumban. Az aranyérmet a kanadai csapat nyerte meg. A versenyszámban nem vett részt magyar csapat.

## Rekordok
A versenyt megelőzően a következő rekordok voltak érvényben:
| Világrekord     | Dél-Korea (KOR) | 6:38,486 | Salt Lake City, Amerikai Egyesült Államok | 2008. október 19. |
| Olimpiai rekord | Dél-Korea (KOR) | 6:43,376 | Torino, Olaszország                       | 2006. február 25. |

A versenyen új rekord nem született.

## Eredmények
A két futamból az első két helyezett jutott az A-döntőbe, a harmadik és negyedikek a B-döntőbe kerültek. A kizárt csapatok nem vehettek részt a további futamokon. Az időeredmények másodpercben értendők. A rövidítések jelentése a következő:
- QA: az A-döntőbe jutott
- QB: a B-döntőbe jutott
- ADV: továbbjutás bírói döntés alapján

### Elődöntők
| Helyezés | Csapat                                                                                             | Idő      | Mj       |          |
| 1. futam | 1. futam                                                                                           | 1. futam | 1. futam | 1. futam |
| -------- | -------------------------------------------------------------------------------------------------- | -------- | -------- | -------- |
| 1.       | Dél-Korea (KOR) · Kim Szongil · Kvak Jungi · I Hoszok · Szong Szibek                               | 6:43,845 | QA       |          |
| 2.       | Egyesült Államok (USA) · J. R. Celski · Simon Cho · Travis Jayner · Apolo Anton Ohno               | 6:46,369 | QA       |          |
| 3.       | Franciaország (FRA) · Maxime Chataignier · Thibaut Fauconnet · Benjamin Mace · Jean Charles Mattei | 6:51,071 | ADV      |          |
| 4.       | Olaszország (ITA) · Nicolas Bean · Yuri Confortola · Claudio Rinaldi · Nicola Rodigari             | kizárták |          |          |
| 2. futam | |          |          |          |
| 1.       | Kína (CHN) · Han Csia-liang · Liu Hszien-vej · Ma Jün-feng · Szung Vej-lung                        | 6:43,601 | QA       |          |
| 2.       | Kanada (CAN) · Guillaume Bastille · Charles Hamelin · Olivier Jean · François-Louis Tremblay       | 6:43,610 | QA       |          |
| 3.       | Németország (GER) · Paul Herrmann · Tyson Heung · Sebastian Praus · Robert Seifert                 | 6:47,289 | QB       |          |
| 4.       | Nagy-Britannia (GBR) · Anthony Douglas · Jon Eley · Tom Iveson · Jack Whelbourne                   | 6:50,618 | QB       |          |

### B-döntő
| Helyezés | Csapat                                                                             | Idő      | Mj |
| -------- | ---------------------------------------------------------------------------------- | -------- | -- |
| 6.       | Nagy-Britannia (GBR) · Anthony Douglas · Jon Eley · Jack Whelbourne · Paul Worth   | 6:50,045 |    |
| 7.       | Németország (GER) · Paul Herrmann · Tyson Heung · Sebastian Praus · Robert Seifert | 6:50,119 |    |

### A-döntő
| Helyezés | Csapat                                                                                              | Idő      | Mj |
| -------- | --------------------------------------------------------------------------------------------------- | -------- | -- |
| Arany    | Kanada (CAN) · Charles Hamelin · François Hamelin · Olivier Jean · François-Louis Tremblay          | 6:44,224 |    |
| Ezüst    | Dél-Korea (KOR) · Kvak Jungi · I Hoszok · I Csongszu · Szong Szibek                                 | 6:44,446 |    |
| Bronz    | Egyesült Államok (USA) · J. R. Celski · Travis Jayner · Jordan Malone · Apolo Anton Ohno            | 6:44,498 |    |
| 4.       | Kína (CHN) · Han Csia-liang · Liu Hszien-vej · Ma Jün-feng · Szung Vej-lung                         | 6:44,630 |    |
| 5.       | Franciaország (FRA) · Maxime Chataignier · Thibaut Fauconnet · Jerermy Masson · Jean Charles Mattei | 6:51,566 |    |